# Kurgan

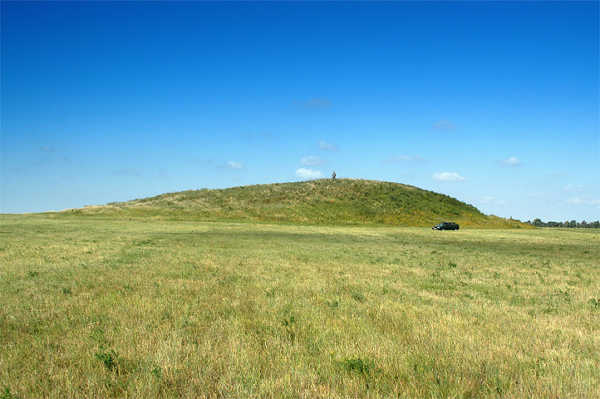
Kurgan người Sarmatia khoảng thế kỷ 4 trước Công guyên, Fillipovka, Nam Urals, Nga.

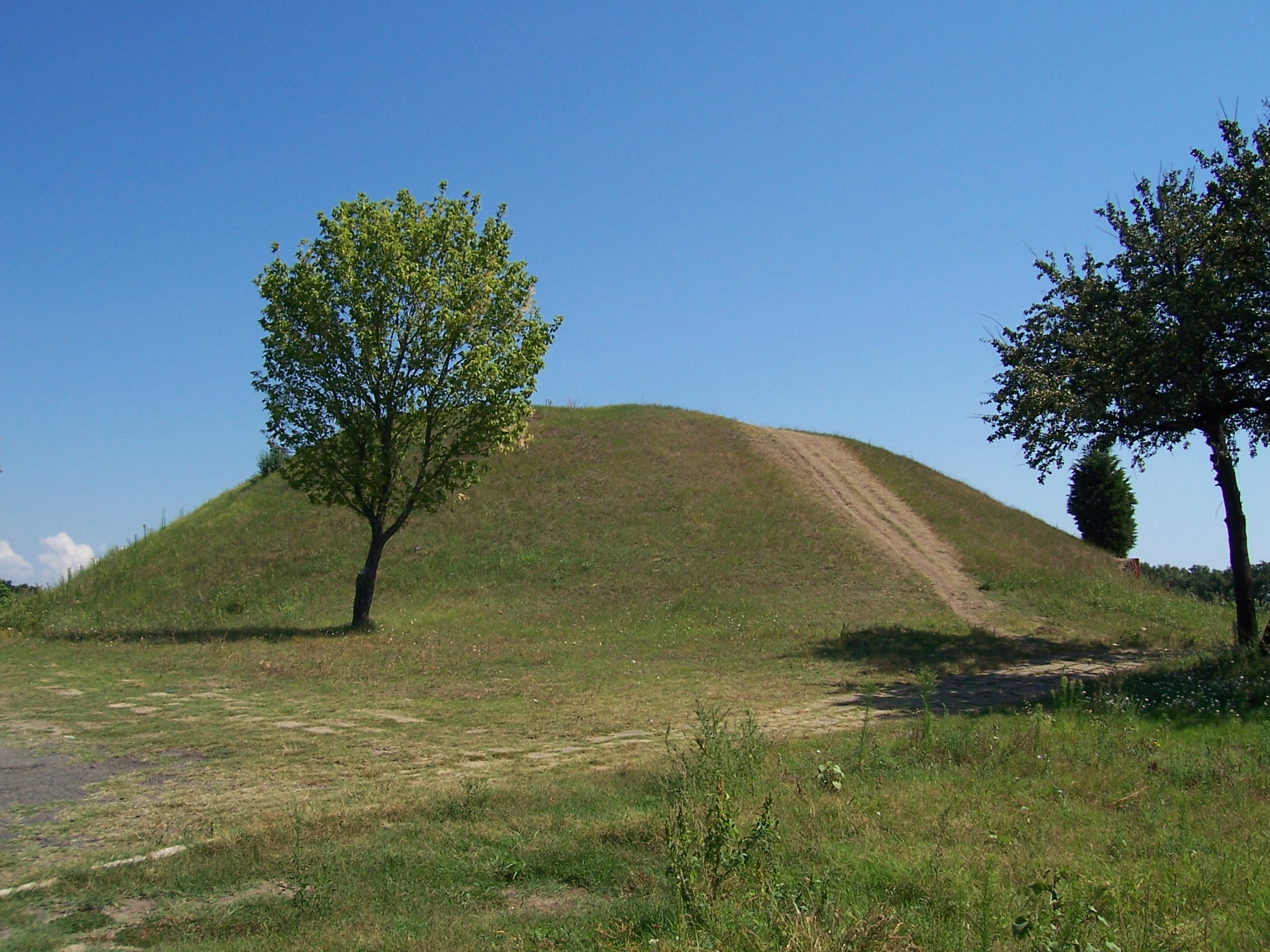
Đồi mộ người Thracia gần Pomorie, Bulgaria

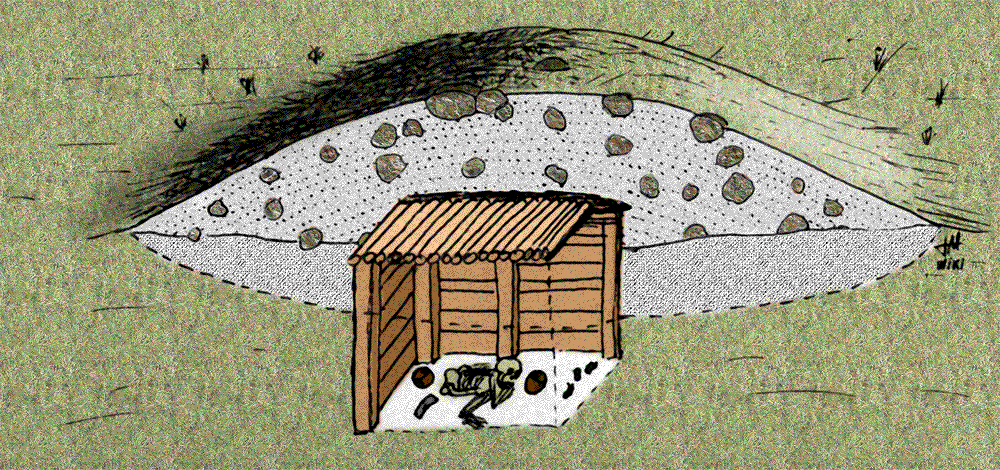
Sơ đồ mặt cắt ngang của kurgan

Kurgan là thuật ngữ Turkic cho nấm mồ; là một dạng Tumulus (gò mộ, đồi mộ), đống đất đá lớn lên trên một ngôi mộ, hoặc các ngôi mộ, có nguồn gốc sử dụng trong khảo cổ học của Liên Xô, ngày nay được sử dụng rộng rãi cho tumuli trong bối cảnh của ngành khảo cổ hộc Đông Âu và Trung Á. Đây là một cách an táng trong nền văn hóa Yamna. Đặc trưng cho nền văn hóa này là việc chôn cất người chết trong các kurgan (các nấm mồ) dạng mả hố với thi hài được đặt trong tư thế nằm và hai đầu gối gập lại. Thi thể được che phủ bằng đất son. Các mồ mả chôn cất nhiều người cũng được tìm thấy trong các kurgan này, thường là do chèn vào ở giai đoạn muộn hơn. Đáng chú ý là các đồ táng kèm trong mồ mả có nguồn gốc động vật (như bò, lợn, dê, cừu và ngựa), một đặc trưng gắn liền với cả người Tiền Ấn-Âu lẫn người Tiền Ấn-Iran. Các dấu tích còn lại sớm nhất tại Đông Âu của xe có bánh được tìm thấy tại kurgan "Storozhova mohyla" (Dnipropetrovsk, Ukraina, do nhóm của Trenozhkin A.I. khai quật) gắn liền với văn hóa Yamna. Di chỉ cúng tế Lugansk mới phát hiện gần đây (năm 2004) đã được miêu tả như là nơi thờ cúng trên đồi trong đó việc hiến tế sinh mạng con người được diễn ra. Giả thuyết Kurgan (còn gọi là thuyết thảo nguyên, thuyết Kurgan hay mô hình Kurgan) là giả thuyết được công nhận rộng rãi nhất ngày nay về nguồn gốc phát tích và phát triển của tiếng Ấn-Âu nguyên thủy.